# Plantago varia
Plantago varia är en grobladsväxtart som beskrevs av Robert Brown. Plantago varia ingår i släktet kämpar, och familjen grobladsväxter. Inga underarter finns listade i Catalogue of Life.